# Sciapus inaequalis
Sciapus inaequalis är en tvåvingeart som först beskrevs av Van Duzee 1927.  Sciapus inaequalis ingår i släktet Sciapus och familjen styltflugor. Inga underarter finns listade i Catalogue of Life.